# Don Siegelman
Don Siegelman, właśc. Donald Eugene Siegelman (ur. 24 lutego 1946 w Mobile) – amerykański polityk z Alabamy, działacz Partii Demokratycznej.

## Życiorys
Siegelman pełnił obowiązki sekretarza stanu Alabama w latach 1976–1986, prokuratora generalnego 1987–1990 i wicegubernatora 1995–1999 (u boku republikanina Foba Jamesa).
W 1998 roku został wybrany gubernatorem. Funkcję tę pełnił do roku 2003. Powszechnie uważano go za dobrego i skutecznego szefa stanowej władzy wykonawczej.
W roku 2002 starał się o reelekcję, ale przegrał niewielką liczbą głosów z republikańskim kongresmenem Bobem Rileyem (obaj uzyskali ok. 49% poparcia). Przez długi czas liczono głosy i nie można było ogłosić zwycięzcy. Nasuwa to skojarzenia z pojedynkiem Ala Gore’a i George’a W. Busha na Florydzie w 2000 roku.
Siegelman plasuje się na prawym, konserwatywnym skrzydle demokratów. Jest katolikiem.